# Карері
Карері (італ. Careri, сиц. Careri) — муніципалітет в Італії, у регіоні Калабрія,  метрополійне місто Реджо-Калабрія‎.
Карері розташоване на відстані близько 520 км на південний схід від Рима, 90 км на південний захід від Катандзаро, 45 км на схід від Реджо-Калабрії.
Населення — 2380 осіб (2014).

## Демографія
Населення за роками:

Станом на 1 січня 2023 року в муніципалітеті офіційно проживали 53 іноземці з 13 країн, серед них 21 громадянин країн Євросоюзу та 5 громадян України.

## Сусідні муніципалітети
- Бенестаре
- Платі
- Сан-Лука
- Санта-Кристіна-д'Аспромонте